# شهيد (مقاطعة فراشبند)
شهيد (بالفارسية: شهید) هي قرية تقع في قسم دهرم الريفي في إيران. يقدر عدد سكانها بـ 302 نسمة بحسب إحصاء 2016.